# Abu Simbel
Abu Simbel e Isambul (in arabo أبو سنبل o أبو سمبل‎?) è un sito archeologico dell'Egitto. Si trova nel governatorato di Assuan, nell'Egitto meridionale, sulla riva occidentale del lago Nasser, circa 280 km a sud-est di Assuan per via stradale.
Il complesso archeologico del sito di Abu Simbel, in egizio Meha, è composto principalmente da due enormi templi in roccia, detti templi rupestri ricavati dal fianco della montagna dal faraone Ramses II nel XIII secolo a.C., eretti per intimidire i vicini Nubiani e per commemorare la vittoria nella battaglia di Qadeš.
Il sito archeologico fu scoperto il 22 marzo 1813 dallo svizzero Johann Ludwig Burckhardt, quasi completamente ricoperto di sabbia, e vi fece accesso per la prima volta il 4 agosto 1817 l'archeologo italiano Giovanni Battista Belzoni. Nel 1979 è stato riconosciuto come patrimonio dell'umanità dall'UNESCO.

## Tempio maggiore
La costruzione del tempio iniziò nel 26º anno di regno di Ramses II in occasione del secondo giubileo per divinizzare se stesso.

### La terrazza

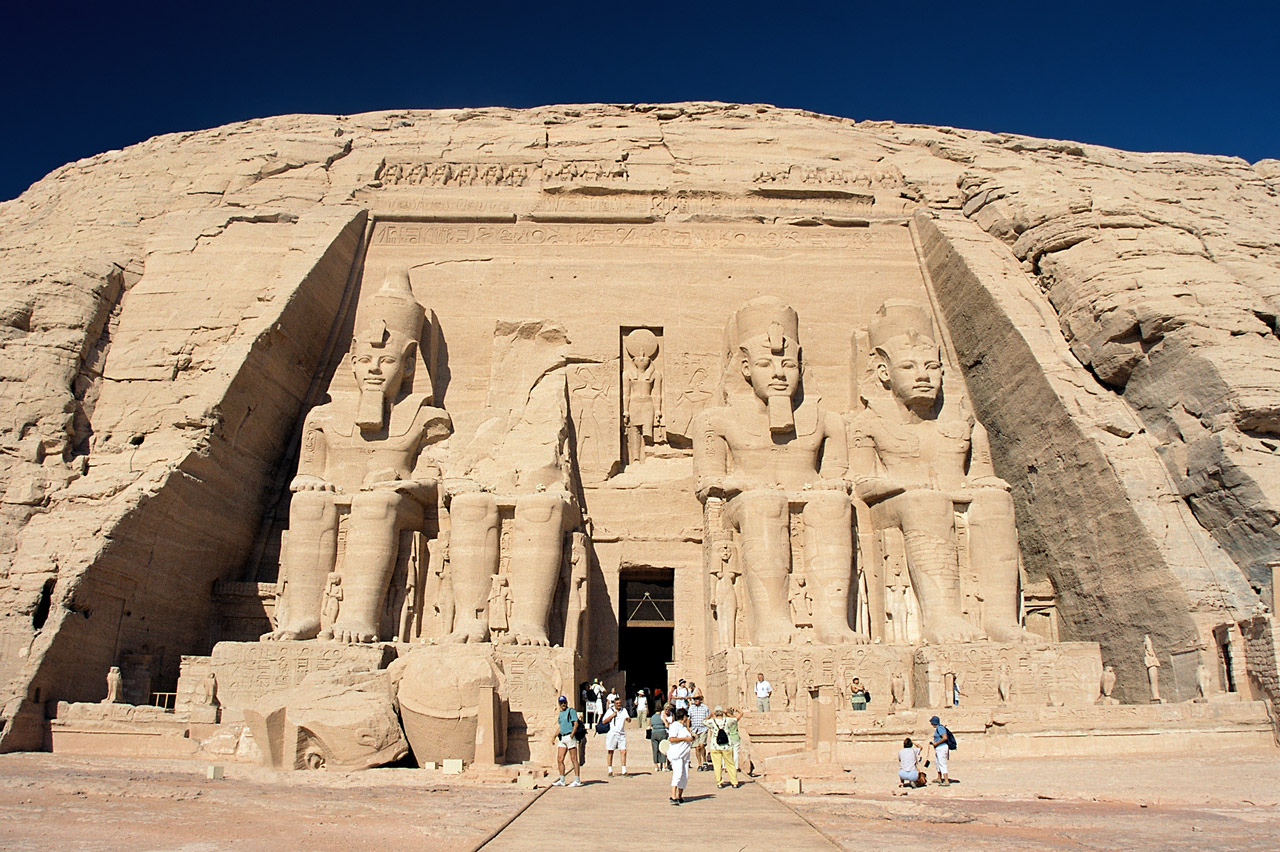
Il tempio di Ramses II

Tra i molti monumenti eretti dal faraone Ramses II il grande tempio di Abu Simbel è generalmente considerato il più imponente ed il più bello.
Sorgeva sulle antiche vestigia di un tempio dedicato al dio Horus che venne completamente distrutto per edificare il nuovo tempio dal nome egizio di Per-Ramesses-Miamon.
Sulla facciata, alta 33 metri e larga 38, spiccano le quattro statue di Ramses II, ognuna delle quali alta 20 metri, in ognuna il faraone indossa lo pschent ovvero le corone dell'Alto e del Basso Egitto, il copricapo chiamato nemes che gli scende sulle spalle e ha il cobra sulla fronte. Ai lati delle statue colossali ve ne sono altre più piccole, la madre Tuia e la moglie Nefertari mentre tra le gambe ci sono le statue di alcuni dei suoi figli, riconoscibili dalla treccia infantile al lato del capo quali Amonherkhepshef, Ramses B, Bintanath e Nebettaui.
Sopra le statue, sul frontone del tempio ci sono 14 statue di babbuini che, guardando verso est, aspettano ogni giorno la nascita del sole per adorarlo.

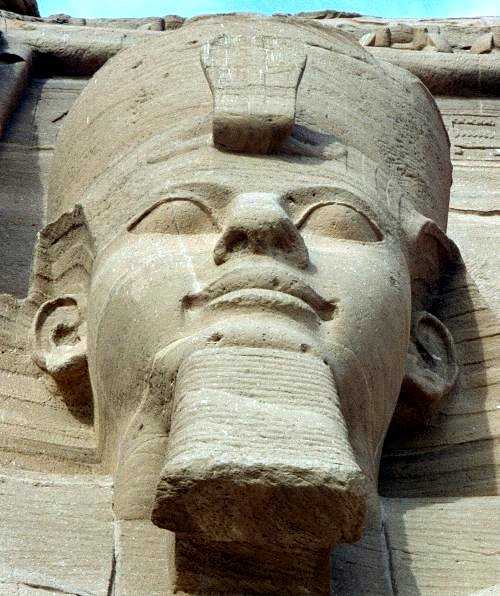
Ramses II, Abu Simbel

Una delle statue di Ramses è rimasta senza testa, infatti questa è crollata pochi anni dopo la costruzione del tempio a causa di un terremoto ed è rimasta ai piedi della statua. Nel crollo essa ha distrutto alcune delle statue più piccole che si trovavano nella terrazza del tempio, rappresentazioni dello stesso faraone e del dio Horus.
Sopra la porta di entrata del tempio in una nicchia scavata nella roccia, c'è la statua del dio Ra-Horakhti, è il dio falco Horus unito al dio solare Ra, la mano destra del dio poggia sullo scettro indicante forza, detto user, mentre la sinistra poggia sull'immagine della dea Maat rappresentante l'ordine cosmico.
Questi due simboli, uniti al dio solare Ra che li porta, formano a mo' di rebus il nome stesso di incoronazione di Ramses II, cioè Usermaatra, quindi il faraone vuole indicare che il tempio è dedicato sia al dio solare Ra che a sé stesso. Ai lati della nicchia ci sono due altorilievi raffiguranti il faraone mentre fa offerta del simbolo della maat al dio.
Ai lati delle statue poste presso l'ingresso ci sono delle decorazioni, c'è Hapy dio del Nilo, simbolo dell'abbondanza, che lega fiori di loto, simbolo dell'Alto Egitto, con i fiori di papiro, simbolo del Basso Egitto, per dimostrare l'unione del Paese. Sotto queste scene, nel lato destro, quindi a nord, sono rappresentati dei prigionieri asiatici legati con corde che terminano con il fior di papiro, simbolo del nord, mentre nel lato sinistro, quindi a sud, sono rappresentati dei prigionieri africani legati con corde che terminano con fiori di loto, simboli del sud.

### Grande sala ipostila

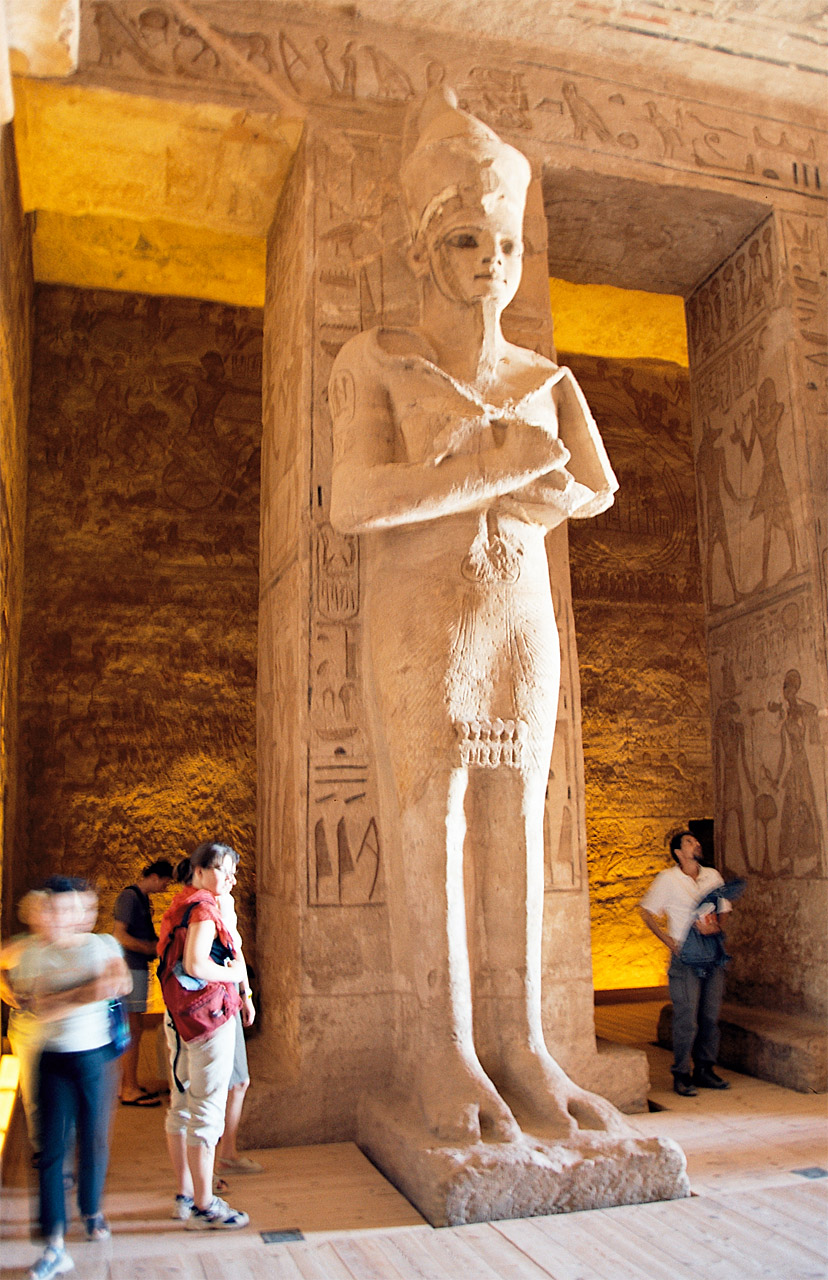
Statua di Ramses II

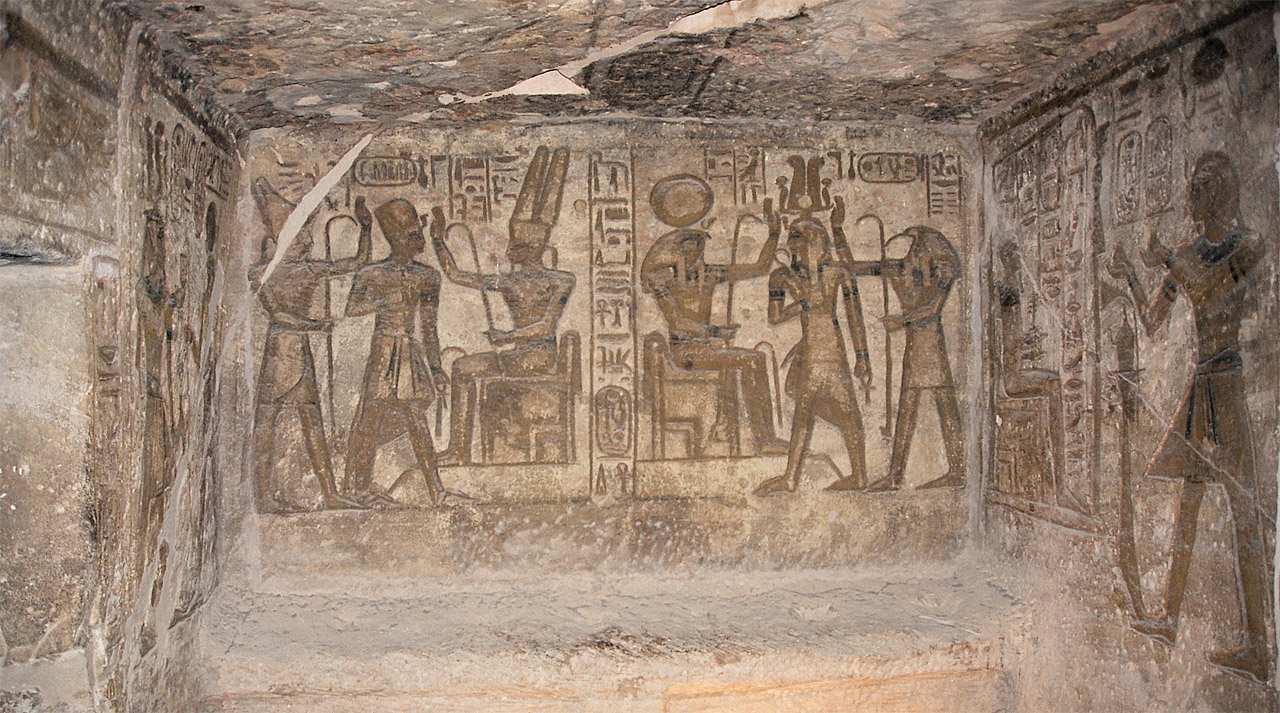
Decorazione di una sala del tempio

L'entrata del tempio conduce alla grande sala dei pilastri osiriaci, otto dei quali raffigurano il faraone con sembianze di Osiride (Orione), si tratta di statue alte 11 metri. Nel soffitto ci sono disegni incompiuti che rappresentano la dea Mut, che protegge il tempio con le sue ali distese.
Le pareti della sala nel lato destro, a nord, sono ricoperte di scene che rappresentano la vittoria di Ramses nella battaglia di Qadeš combattuta contro gli Ittiti nel 1274 a.C. Queste descrizioni formano il famoso Poema di Pentaur. Nel lato sinistro ci sono altre imprese di Ramses e le guerre contro la Siria, la Libia e la Nubia.

### Seconda sala o atrio
Da qui si entra nella sala più piccola del tempio, detta dei nobili, con quattro pilastri quadrati coperti da rilievi raffiguranti il faraone con varie divinità. Sulle pareti c'è il faraone mentre offre profumi e incensi alla barca di Amon, seguito dalla consorte, la regina Nefertari. Questa sala conduce al "Sancta Sanctorum".

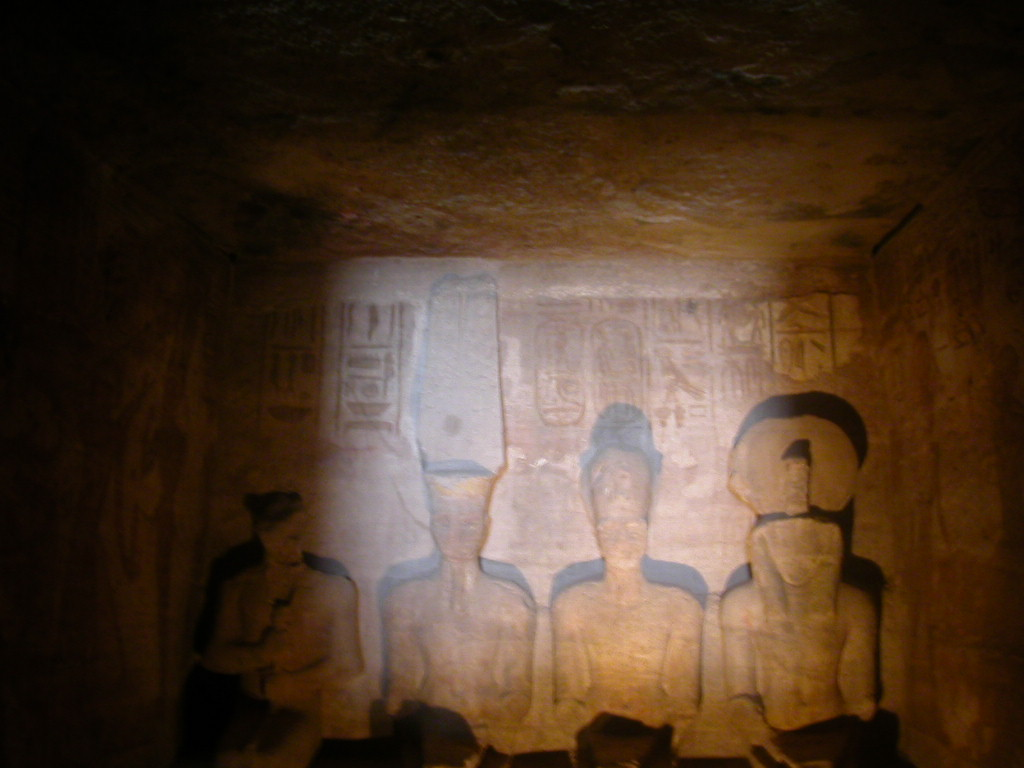
Da sinistra Ptah, Amon-Ra, Ramses II deificato e Ra

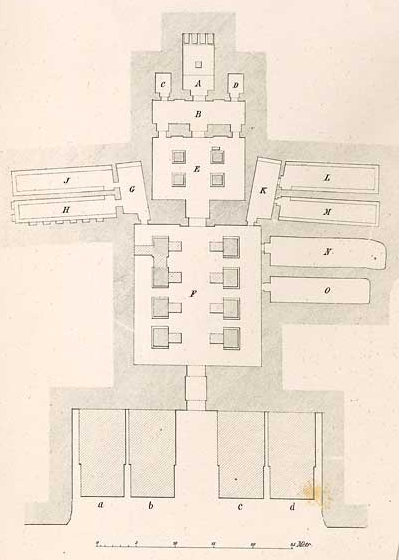
Planimetria tempio maggiore

### Santuario
Il Santuario contiene quattro statue sedute: da sinistra a destra raffigurano Ptah di Menfi (dio dell'arte e dell'artigianato), Amon-Ra di Tebe (dio del sole e padre degli dei), Ramses II divinizzato e Ra-Horakhti di Eliopoli (il falco con il disco solare). All'epoca queste costituivano le divinità più importanti del pantheon egiziano
Qui, grazie all'orientamento del tempio calcolato dagli ingegneri, due volte all'anno, il 20 febbraio oppure il 19 o anche il 21 e il 20 ottobre, o il 21 corrispondente quest'ultima data forse alla Heb-Sed del 1260 a.C., il primo raggio del sole si focalizza sul volto della statua del faraone. I raggi illuminano parzialmente anche Amon-Ra e Ra-Horakhti. Secondo gli antichi egizi i raggi del sole avrebbero così ricaricato di energia la figura del faraone. Il dio Ptah considerato dio delle tenebre non viene mai illuminato.
Dopo lo spostamento del tempio non si è riuscito a replicare questo fenomeno che cominciò a verificarsi il 22 febbraio e il 22 ottobre.

## Tempio minore

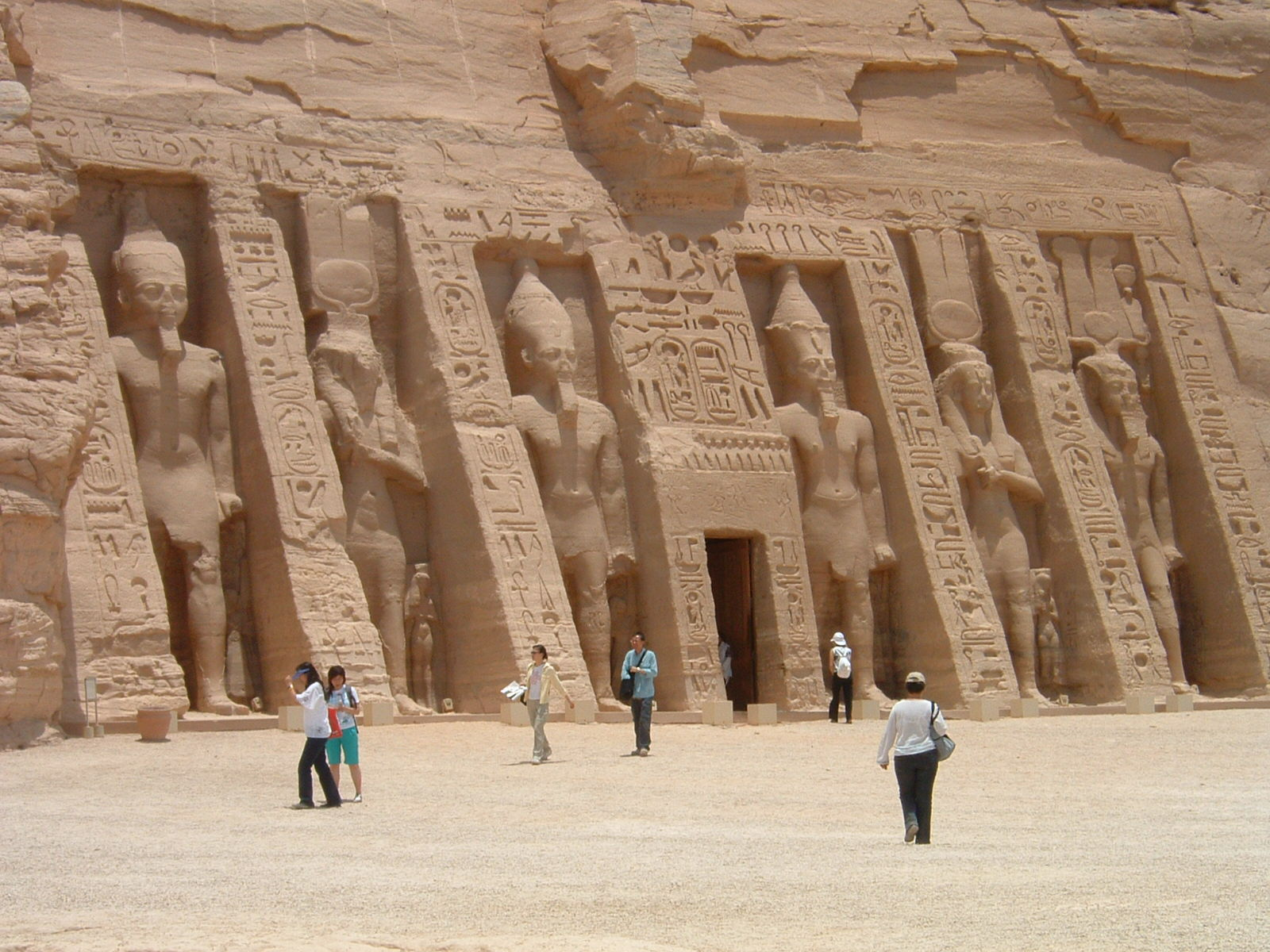
Facciata del tempio di Hathor e Nefertari

A nord del tempio maggiore, a un centinaio di metri, nella collina di un sito denominato Abeshek, si trova il tempio, scavato nella roccia, dedicato ad Hathor di Ibshek (con cui la regina fu associata), a Nefertari (moglie di Ramses) e altre divinità preposte alla maternità.
La facciata, larga 28 metri e alta 12 metri, è ornata da sei statue alte 10 metri, tre a ogni lato della porta di ingresso e separate da iscrizioni geroglifiche indicanti le titolature dei due sovrani. Le statue raffigurano quattro volte Ramses e due Nefertari. Ai lati delle statue del faraone ci sono i figli in dimensioni minori, mentre ai lati di Nefertari sono raffigurate le figlie.
È l'unico tempio egizio dove una regina ha la stessa importanza del faraone, lo stesso Ramses lo ha fatto scrivere in una incisione nei rilievi della facciata: ...la casa dei milioni di anni, nessuna costruzione simile è mai stata scavata.
L'entrata del tempio conduce a una sala contenente sei pilastri alti 3,20 metri sulla cui sommità vi sono le teste di Hathor, dette colonne hathoriche. Sui pilastri ci sono iscrizioni che raccontano la vita del faraone e della regina e rilievi colorati che rappresentano sia Ramses che Nefertari con alcune divinità.
Alle pareti vi sono scene del faraone e della consorte che offrono sacrifici agli dei.
L'ultima sala è quella con la statua della dea Hathor in forma di vacca, contenuta in una nicchia.

## Trasloco

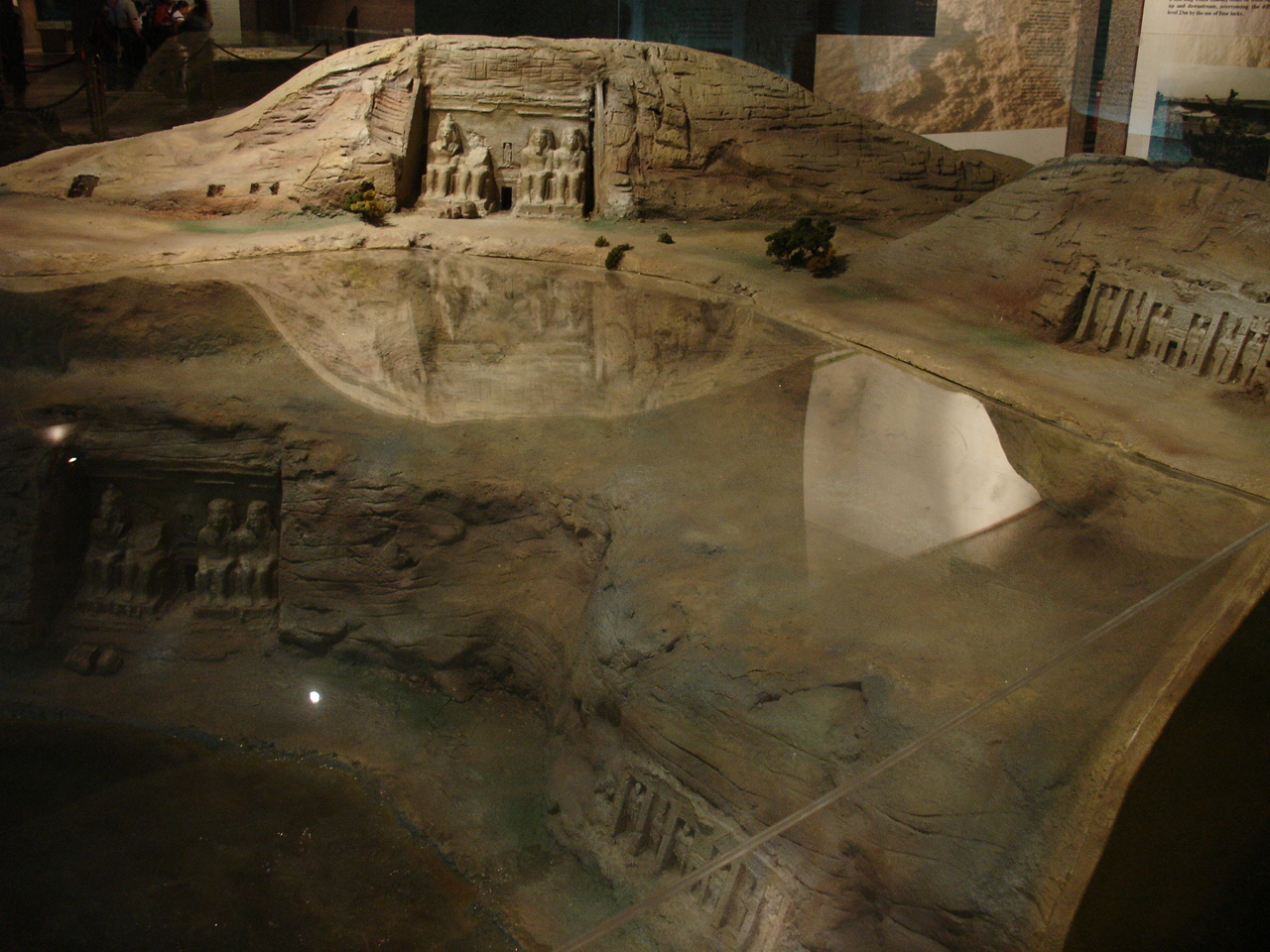
Modello che mostra le posizioni dei templi prima e dopo il trasloco

Nel 1960 il presidente egiziano Gamal Abd el-Nasser decise l'inizio dei lavori per la costruzione della grande diga di Assuan, opera che prevedeva la formazione di un enorme bacino artificiale.
Tale grande progetto rischiava di cancellare numerose opere costruite dagli antichi egizi tra cui gli stessi templi di Abu Simbel. Grazie all'intervento dell'UNESCO, ben 113 paesi si attivarono inviando uomini, denaro e tecnologia per salvare il monumento.
Vennero formulate numerose proposte a tale scopo e quella che, infine, ottenne maggiori consensi fu quella svedese di tagliare, numerare e smontare blocco per blocco l'intera parte scolpita della collina sulla quale erano stati eretti i templi e successivamente ricostruire i monumenti in una nuova posizione 65 m più in alto e 210 m più indietro rispetto al bacino venutosi a creare.

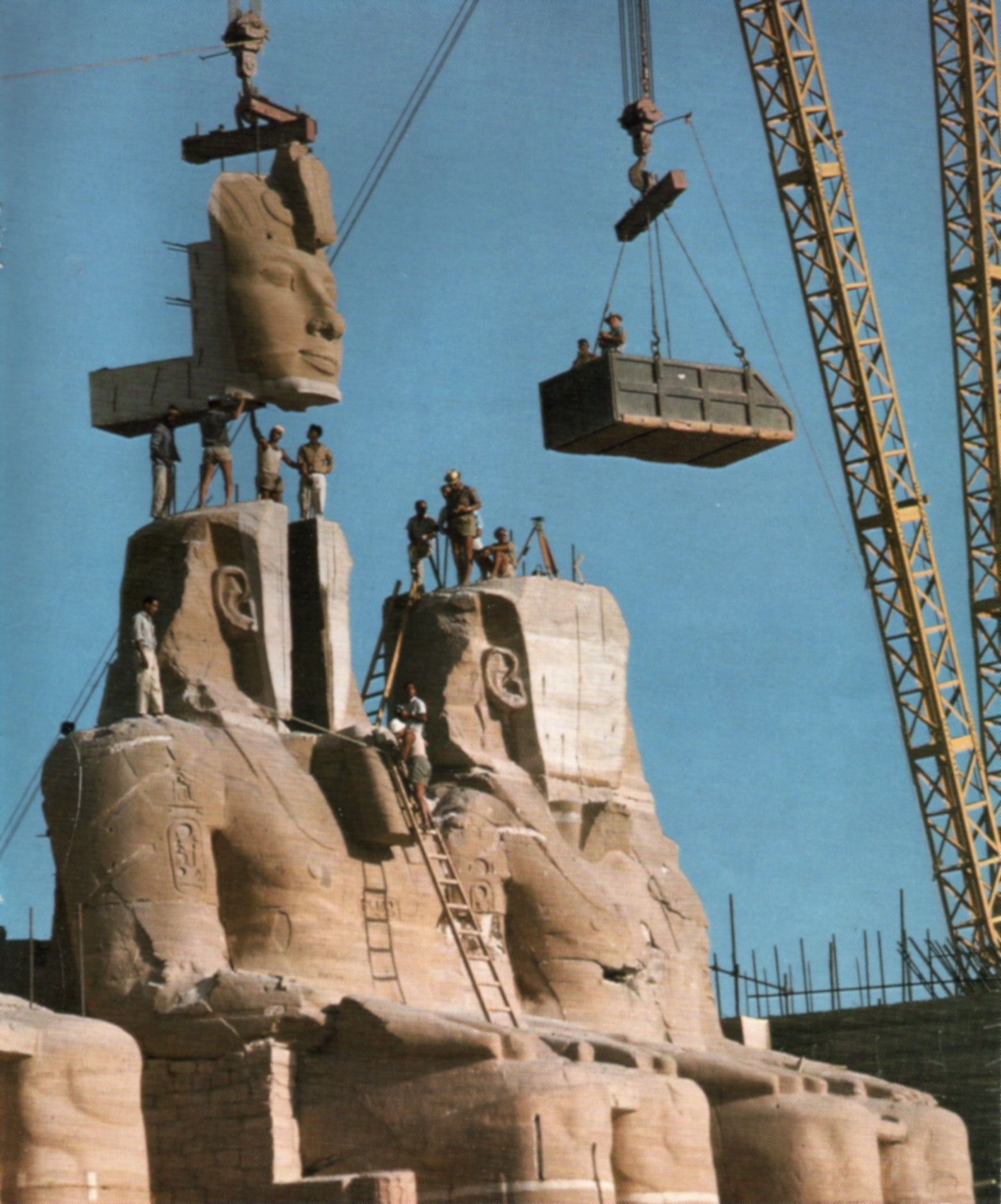
1º ottobre 1965, il volto di una delle statue di Ramses II viene rimontato

I lavori durarono dal 1964 al 1968 con l'impiego di oltre duemila uomini, guidati da un gruppo di esperti cavatori di marmo italiani, messi insieme dall'azienda italiana Impregilo e provenienti da Carrara, Mazzano, Chiampo e dalla Garfagnana in provincia di Lucca e con uno sforzo tecnologico senza precedenti nella storia dell'archeologia. L'impresa costò in totale circa 40 milioni di dollari.
La ricostruzione comprese anche l'erezione di una cupola in calcestruzzo armato posta appena sopra il monumento con la duplice funzione di preservare la struttura e di dare forma alla collina artificiale a cui vennero addossati i templi. L'intervento interessò sia il tempio principale dedicato a Ramses II sia quello secondario dedicato alla regina Nefertari.
Nel ricostruire i templi, circa 210 metri più indietro e 65 metri più in alto, fu mantenuto l'originale orientamento rispetto agli astri e al sole, in modo da consentire (seppur con lo sfalsamento di un giorno) al sorgere del sole, due volte l'anno – il 22 febbraio e il 22 ottobre – di illuminare la camera centrale del tempio maggiore dove troneggiano le quattro divinità sedute: Ptah, Amon, Ramses II e Ra.
Altri monumenti di minore rilevanza, e di minori dimensioni, anch'essi minacciati dal livello delle acque vennero smontati e donati a vari musei tra cui anche il Museo egizio di Torino, a cui venne donato il tempietto di Ellesia. ll 22 settembre 1968 una grande cerimonia annunciava al mondo la rinascita dei magnifici complessi monumentali di Ramses II e di sua moglie Nefertari.

## Leggenda
Una leggenda vuole che la regina Nefertari sia morta all'ingresso del grande tempio mentre quasi sicuramente morì prima del completamento del tempio a lei dedicato.

## Cappella

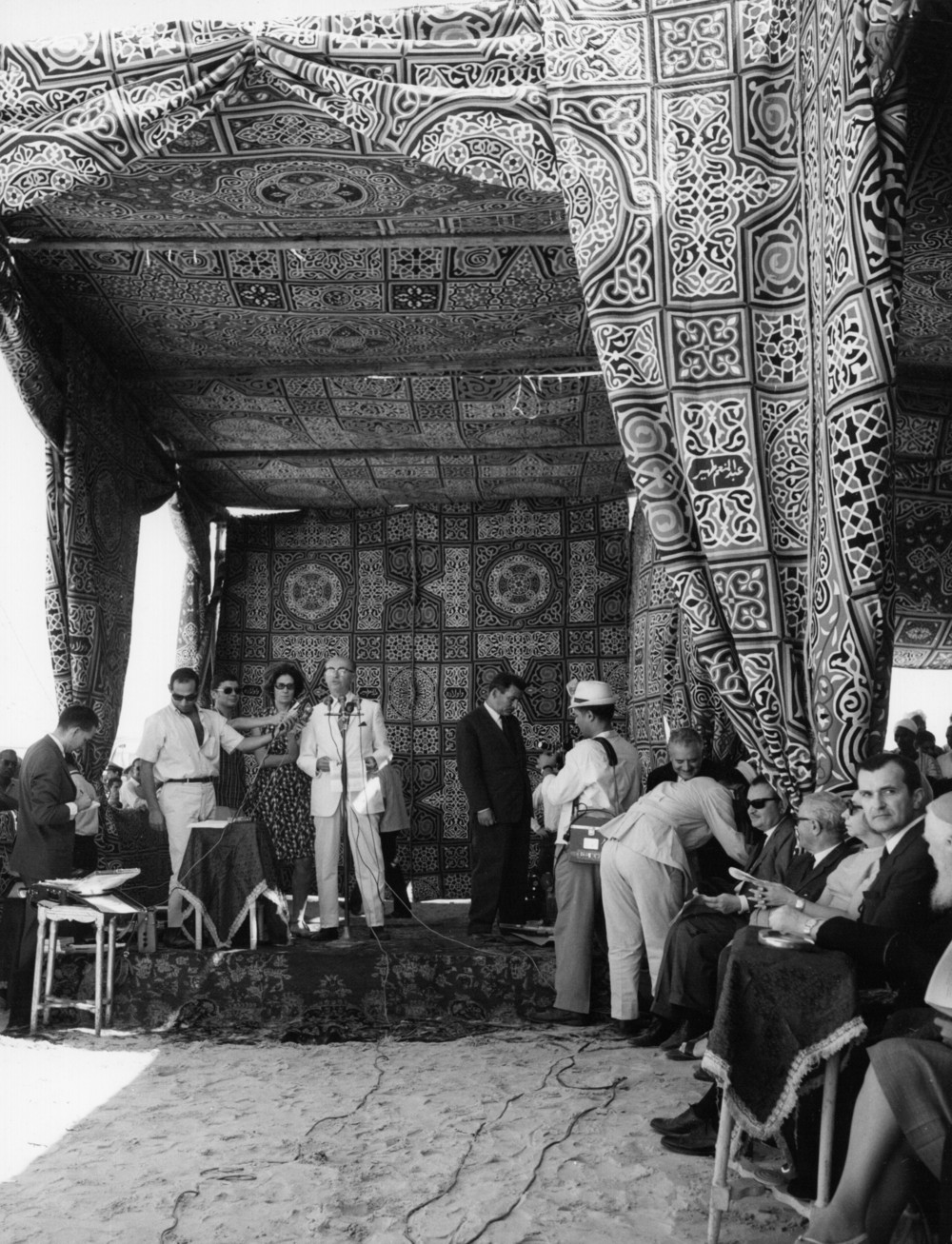
Cerimonia di inaugurazione della fine dei lavori di rimozione e ricostruzione

Scoperta nel 1909 da Alessandro Barsanti, la cappella del culto presenta due altari ricavati nell'arenaria, due obelischi, e statue cinocefale oggi conservate al Museo del Cairo.

## Stele
La stele è scolpita vicino al grande tempio e tratta della natura divina del sovrano.

## Nilometro
Nel sito vi è anche un nilometro a sud del tempio minore.

## Cappella tolemaica
La piccola cappella è posta nelle immediate vicinanze del pilone a nord del tempio minore

## Mammisi
Posto a sud-ovest, il piccolo mammisi è anch'esso scavato nella roccia.

## Abu Simbel nella cultura di massa
- Una parodia del tempio di Abu Simbel è raffigurato sull'album Powerslave degli Iron Maiden.
- L'attrazione storica di Gardaland "La Valle dei Re" ricostruisce la facciata del tempio in scala 1:4. Nel 2008 è stato effettuato un refactoring dell'attrazione, chiamata "Ramses il risveglio" posizionando delle maschere di metallo in stile Terminator sui volti dei personaggi.
- Nel luglio del 1961, sui numeri 292 e 293 di Topolino, comparve la storia in due parti "Paperino e il colosso del Nilo": nell'avventura disneyana, sceneggiata da Romano Scarpa, è raccontato lo spostamento di un fantasioso Colosso di Ramses II, effettuato da Zio Paperone e nipoti proprio con il metodo che, tre anni più tardi, venne impiegato nella realtà.
- Nell'adattamento del 2022 del romanzo di Agatha Christie Poirot sul Nilo alcune scene sono ambientate ad Abu Simbel, come nel romanzo; nel film del 1978 gli stessi avvenimenti accadono invece nei templi di Luxor.